# Blaxton
Blaxton – wieś w Anglii, w hrabstwie ceremonialnym South Yorkshire, w dystrykcie metropolitalnym Doncaster. Leży 34 km na wschód od miasta Sheffield i 228 km na północ od Londynu. Miejscowość liczy 1179 mieszkańców.